# Nhóm Pasiphae

Biểu đồ cho thấy những vệ tinh dị hình lớn nhất của Sao Mộc. Trong nhóm Pasiphae, bản thân Sinope và Pasiphae được gắn tên. Vị trí của một vật thể trên trục hoành thể hiện khoảng cách của nó tới Sao Mộc. Còn trục tung thể hiện độ nghiêng quỹ đạo. Độ lệch tâm quỹ đạo được thể hiện bởi các đường màu vàng cho biết khoảng cách cực đại và cực tiểu của thiên thể đó tới Sao Mộc. Vòng tròn thể hiện kích thước của các thiên thể so với nhau.

Nhóm Pasiphae là một nhóm vệ tinh dị hình chuyển động nghịch hành của Sao Mộc, và có quỹ đạo giống với quỹ đạo của vệ tinh Pasiphae và được cho rằng có cùng một nguồn gốc.
Bán trục lớn của chúng (khoảng cách từ Sao Mộc) nằm trong khoảng 22.8 đến 24.1 triệu km (cùng khoảng cách với nhóm Carme), chúng có độ nghiêng quỹ đạo trong khoảng 144,5° và 158,3°, và có độ lệch tâm quỹ đạo trong khoảng 0,25 và 0,43.
Những thành viên cốt lõi của nhóm bao gồm (từ lớn nhất tới nhỏ nhất):
- Pasiphae
- Sinope, hai phần ba kích thước của Pasiphae
- Callirrhoe
- Megaclite
- Autonoe
- Eurydome
- Sponde

Hiệp hội thiên văn học quốc tế (IAU) dành những cái tên có kết thúc là -e để đặt cho tất cả các vệ tinh nghịch hành, bao gồm cả những thành viên của nhóm này.

## Nguồn gốc

Biểu đồ này so sánh các yếu tố quỹ đạo và kích cỡ tương đối của các thành viên cốt lõi của nhóm Pasiphae. Trục hoành biểu thị khoảng cách trung bình của chúng tới Sao Mộc, trục tung biểu thị độ nghiêng quỹ đạo, và các vòng tròn thể hiện kích cỡ tương đối của chúng.

Biểu đồ này so sánh độ phân tán rộng của nhóm Pasiphae (màu đỏ) với nhóm thu gọn hơn là Ananke (xanh biển) và Carme (xanh lá).